# St. Ulrich (Villach)
St. Ulrich ist ein Ortsteil der Stadt Villach in Kärnten. Die Streusiedlung befindet sich in einer Seehöhe von 501 m und liegt zirka 5 km östlich vom Villacher Stadtkern. Im Osten und Süden wird der Ort durch den Fluss Drau und den Silbersee begrenzt. Die Kirche des Ortes Sankt Ulrich ist dem heiligen Ulrich von Augsburg geweiht. Der frühere Ortsname lautete „Staggeritsch“ (in Anlehnung an „Stakoriče“ aus dem Slowenischen).

## Geschichte
St. Ulrich wurde urkundlich erstmals im Jahre 1163 erwähnt.
Im Jahr 1894 wurde die Freiwillige Feuerwehr St. Ulrich von Thomas Tengg (vulgo Tentscher) und Josef Roth gegründet. Im selben Jahr wurde daher eine Spritzenhütte aus Holz im Ortszentrum errichtet.
Laut amtlicher Zählung lebten im Jahr 1900 202 Personen in St. Ulrich.
Am 2. April 1902 fielen 34 Objekte des Dorfes einen Großbrand zum Opfer. Im Einsatz standen die Ortsfeuerwehr St. Ulrich, die Villacher Feuerwehr und „eine halbe Kompanie Jäger“.
St. Ulrich gehörte lange Zeit zur Gemeinde Wernberg. 1922 wurde St. Ulrich dann nach Landskron eingemeindet.
Kurz vor dem dreißigsten Jubiläum wurde ein Neubau des Feuerwehrhauses vorgenommen und im Jahr 1924 eingeweiht.
Im Jahre 1934 lebten 285 Personen und die Ortschaft bestand aus 42 Häusern.
Im Jahr 1972 wurde der Anger neben der Kirche in „Lindenplatz“ umbenannt.
Bis zum Jahre 1973 gehörte der Ort zur Gemeinde Landskron. Im Jahre 1973 erfolgte eine Eingemeindung der Gemeinde Landskron mit ihren damaligen Ortsteilen. Seitdem gehört Sankt Ulrich zur Statutarstadt Villach.
2009 wurden die Sommer-Linden, die die Kirche umgeben, zum geschützten Naturdenkmal erklärt.
Im Jahr 2011 erhielt die FF St. Ulrich ein nagelneues Klein-Löschfahrzeug mit modernster Ausstattung.

## Filialkirche Heiliger Ulrich
Das sakrale Bauwerk am Westende des Ortes wurde erstmals im Jahre 1431 urkundlich erwähnt. Eine Restaurierung und ein Umbau erfolgte im Jahre 1966. Das Langhaus wurde verbreitert und verlängert. Es erfolgte auch eine Umgestaltung im Inneren. Der niedrige leicht eingezogene gotische Chor mit 5/8-Schluss trägt einen östlichen Dachreiter mit kleinem Zwiebelhelm und rundbogenförmigen Schallöffnungen. Sakristei, neu gebaute Totenhalle sowie ein spätgotisches Spitzbogenportal (ehemals West-Portal) fügen sich im Norden an. Der Besucher betritt ein neues Süd-Portal mit Vordach. Umgeben wird die Kirche vom Ortsfriedhof. Das älteste Grab datiert zurück auf 1934. Das denkmalgeschützte Friedhofskreuz wurde 1884 von Bildhauer Prof. Rupert Kamnig geschnitzt.

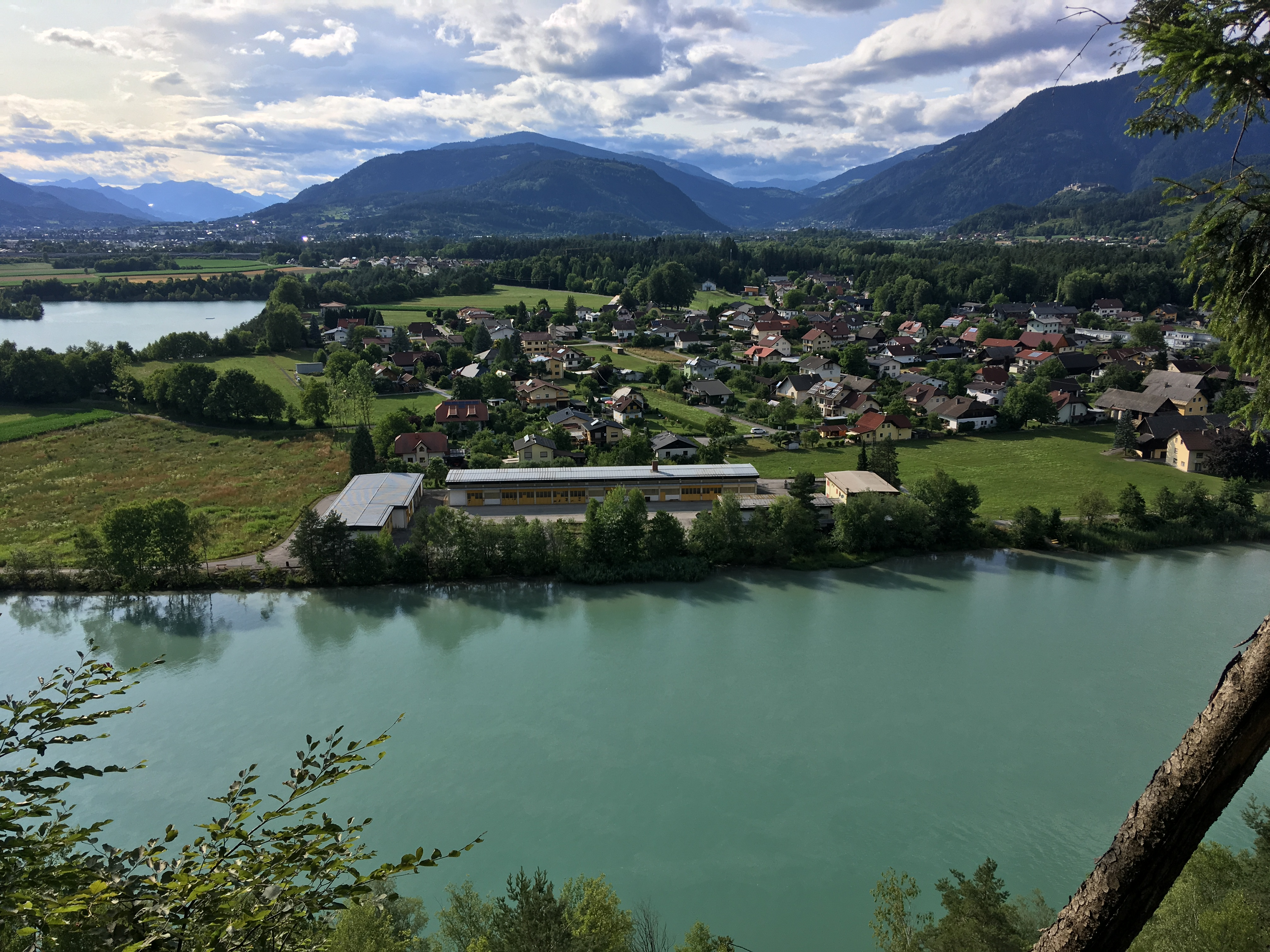
Ausblick über die Ortschaft in Richtung Drau- und Gegental
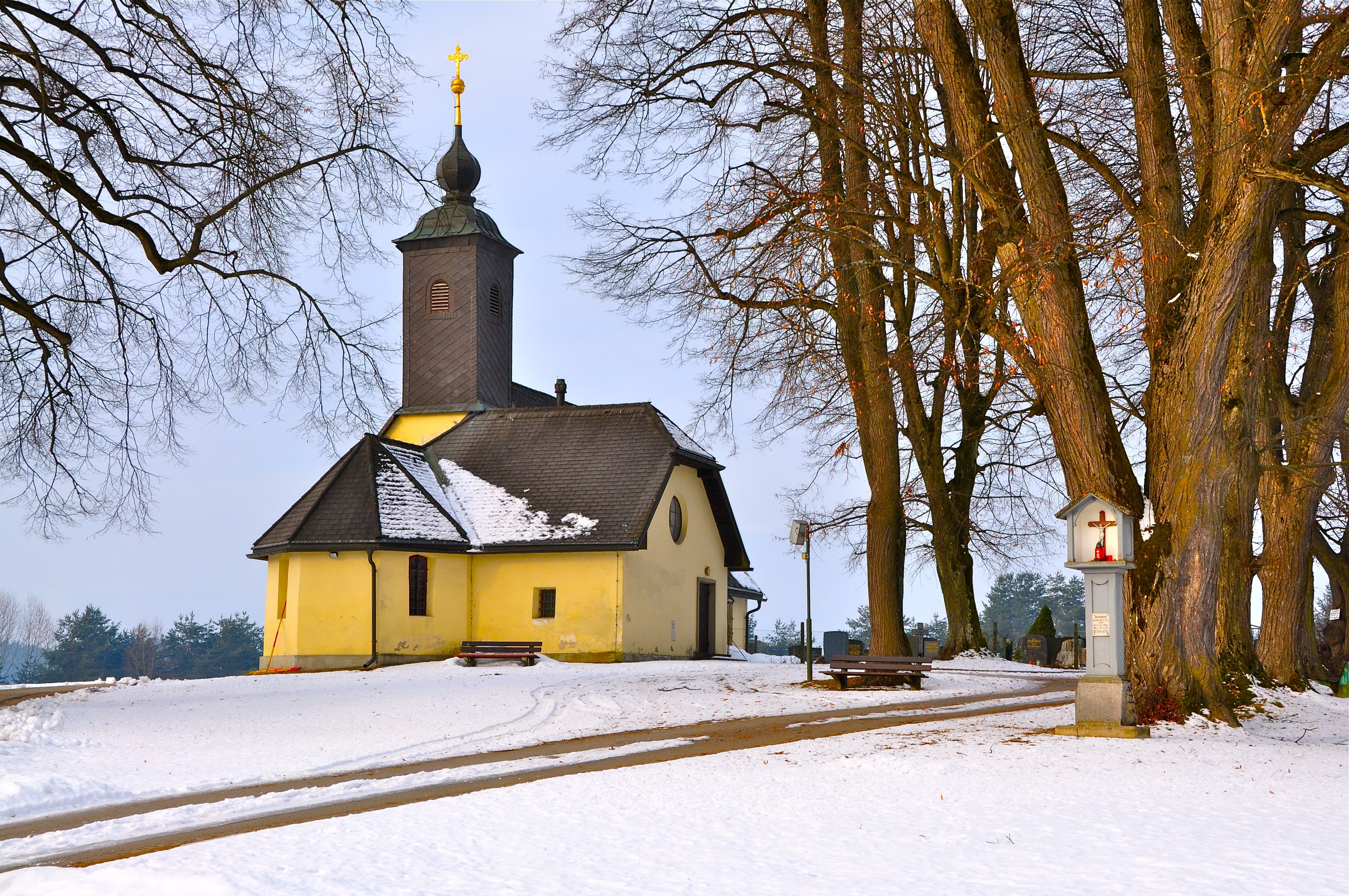
Filialkirche Heiliger Ulrich, Ostansicht
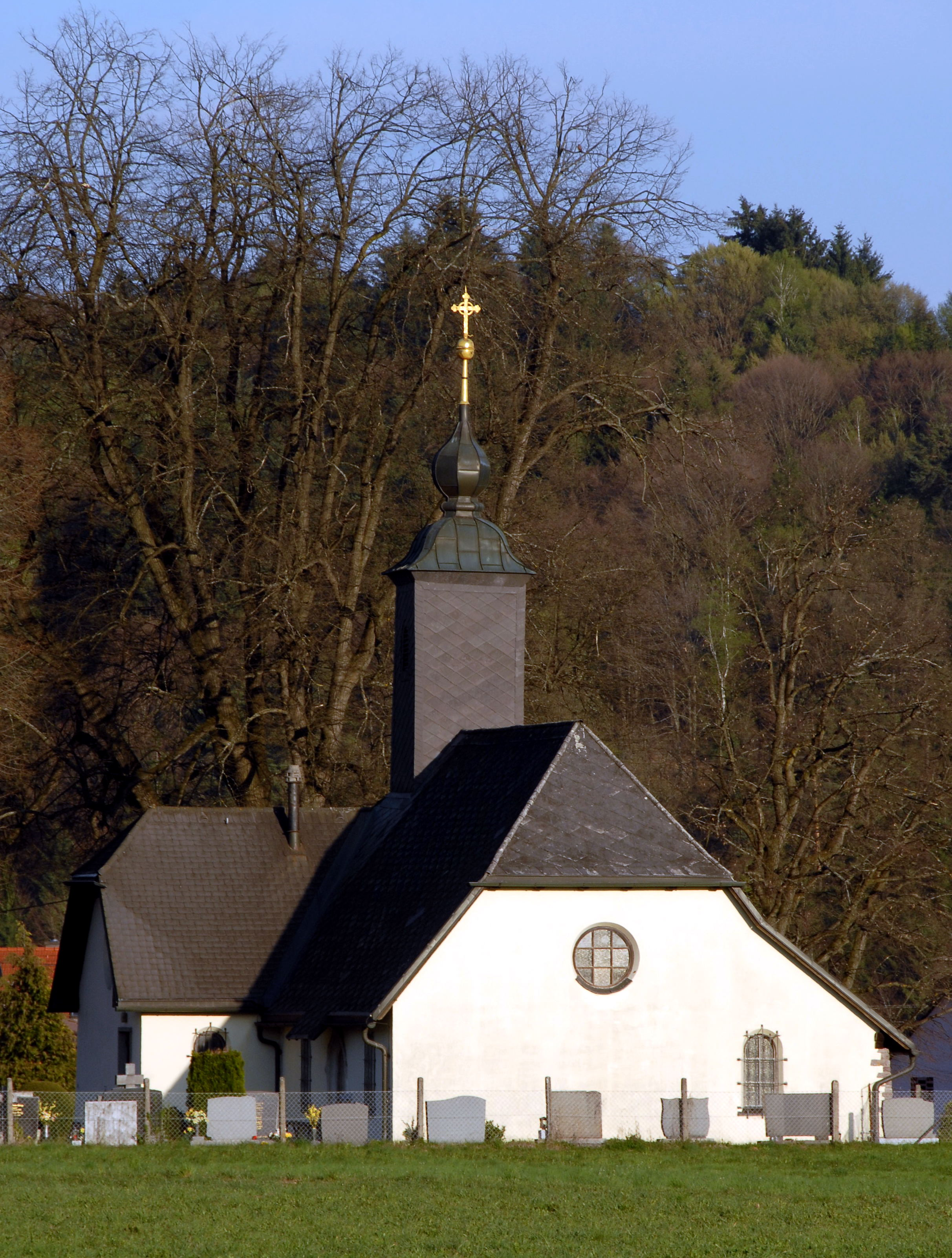
Die Filialkirche von Sankt Ulrich, Westansicht
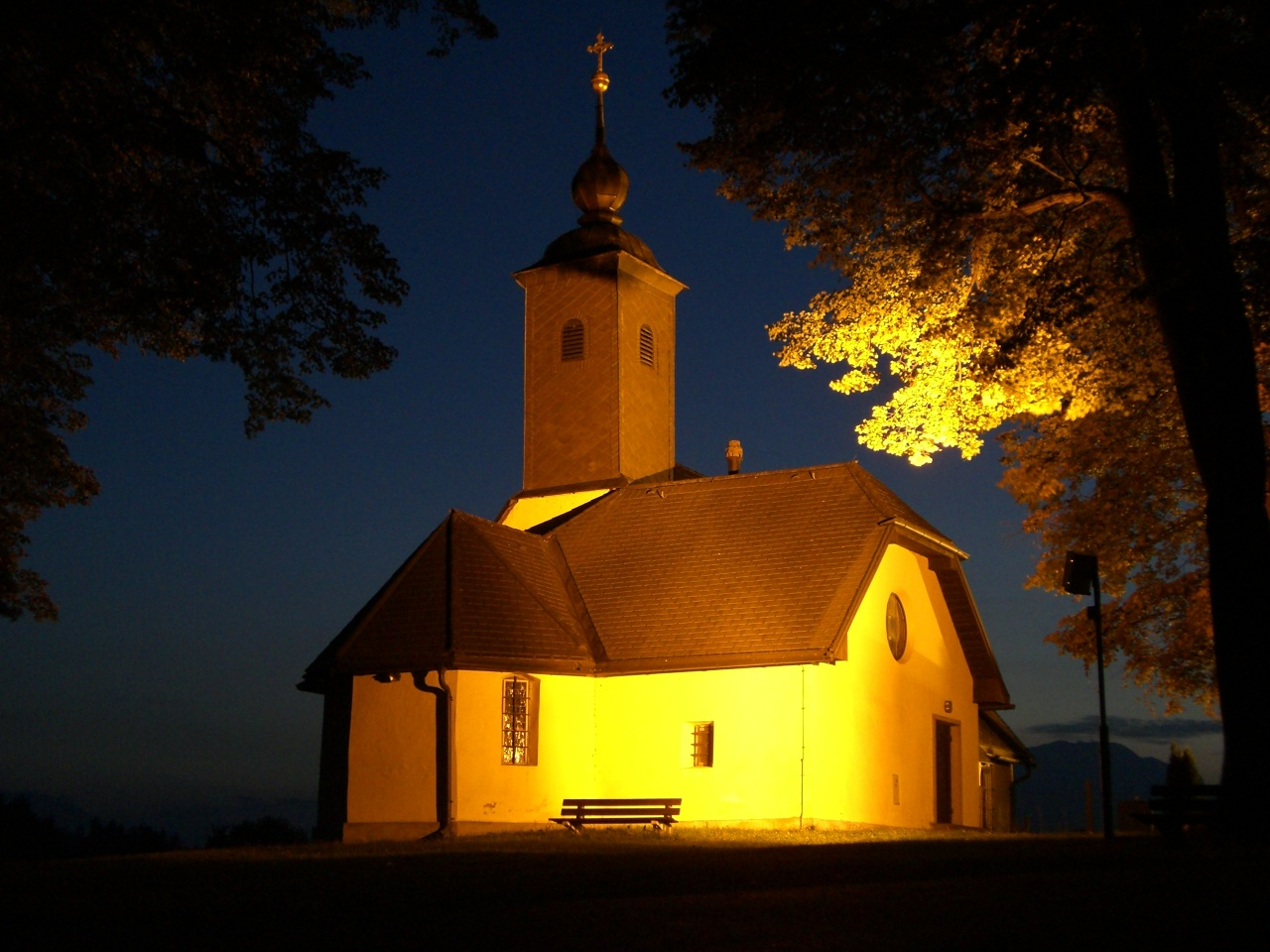
Die Kirche von Sankt Ulrich am Abend
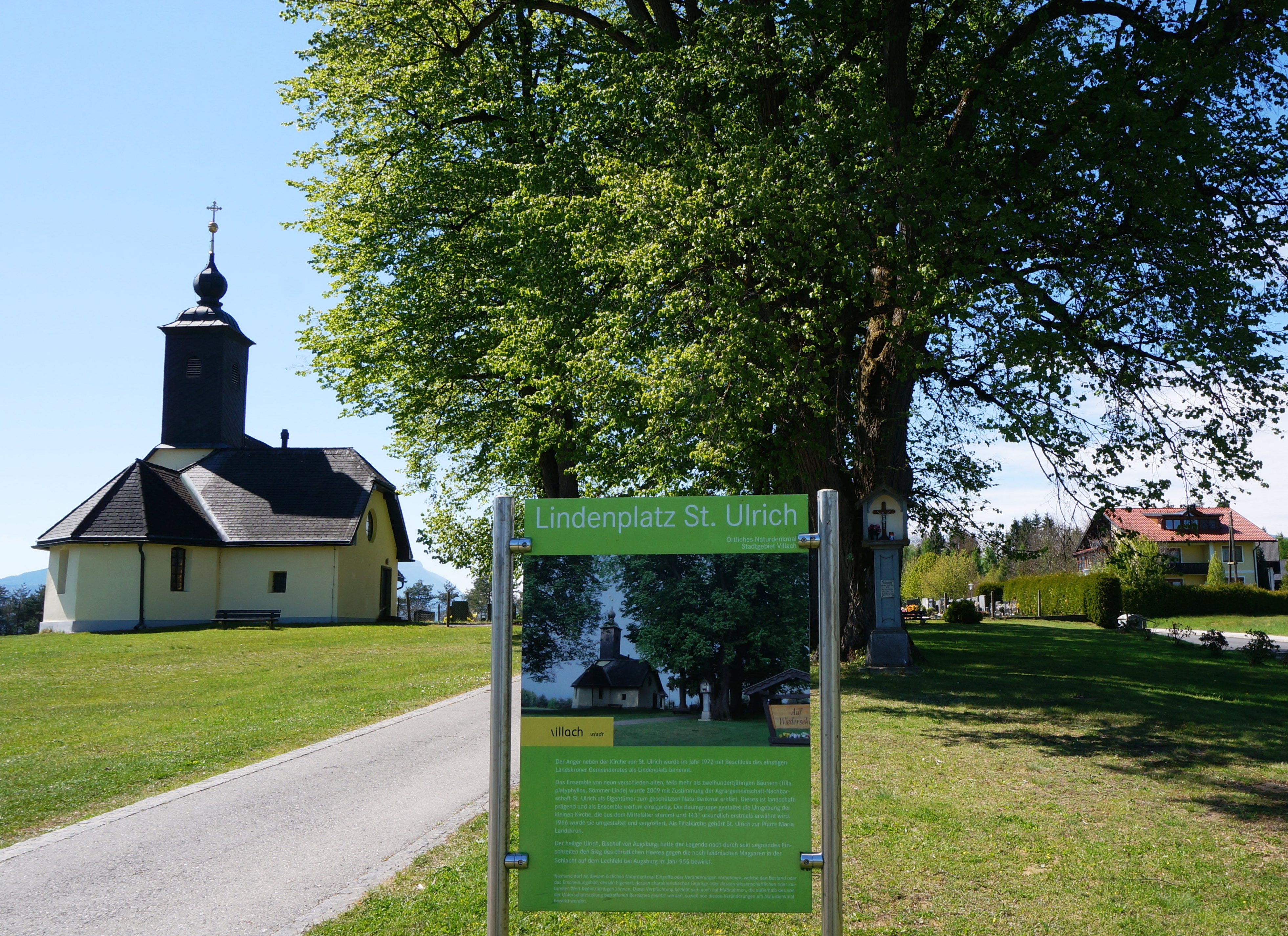
Lindenplatz St. Ulrich, Villach, Kärnten
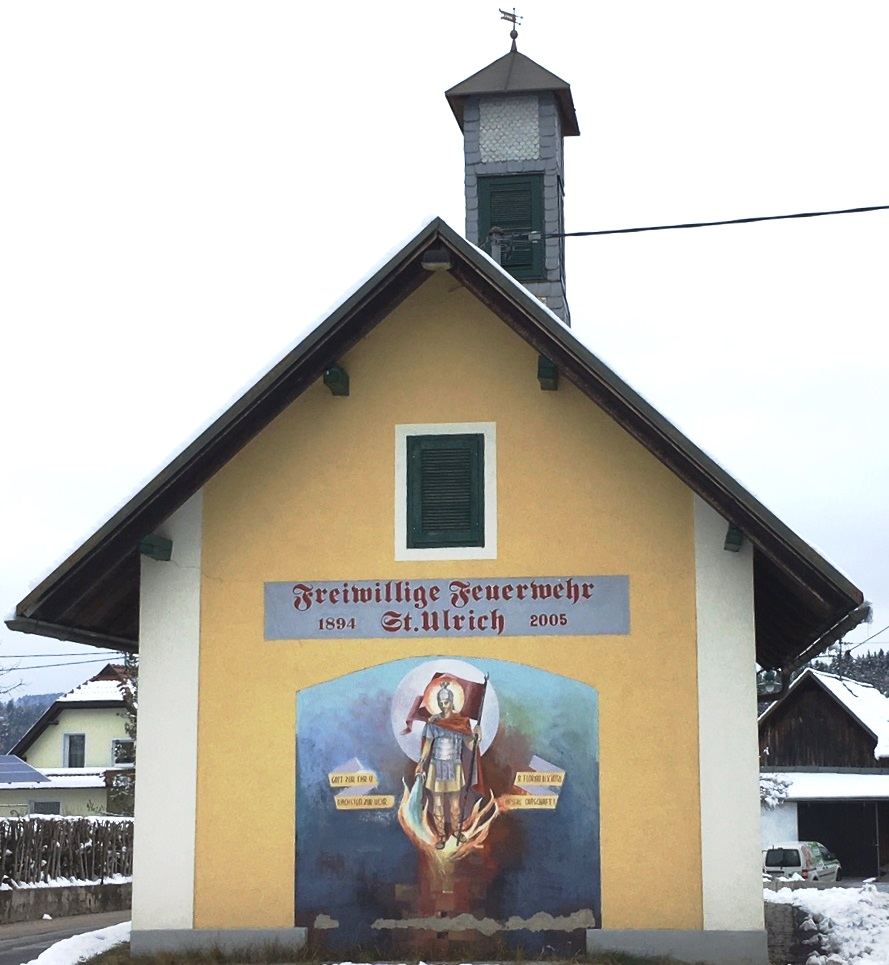
Freiwillige Feuerwehr Sankt Ulrich Villach, gegründet 1894